# Fiber Art Sweden
Fiber Art Sweden är ett nätverk av konstnärer som med textila medel och metoder vill befrämja diskussionen och idéutbytet i den textila intressesfären.
Den ideella föreningen Fiber Art Sweden bildades i Stockholm 1998 och har sedan dess producerat en mängd utställningar, seminarier och händelser. Fiber Art Sweden fick 2011 års pris från Bildkonst Upphovsrätt i Sverige (BUS) för att ha utmärkt sig genom insatser inom bildkonsten. Sedan våren 2013 har Fiber Art Sweden 45 medlemmar.